# Гаврилец, Анна Алексеевна
Анна Алексеевна Гавриле́ц (11 апреля 1958, Видинов — 27 февраля 2022, Киев) — советский и украинский композитор и педагог. Заслуженный деятель искусств Украины (2005).

## Биография
Родилась 11 апреля 1958 года в Видинове (ныне Коломыйский район, Ивано-Франковская область, Украина). В 1982 году окончила ЛГК имени Н. В. Лысенко как композитор в классе профессора Владимира Флиса и 1984 году — аспирантуру КГК имени П. И. Чайковского под руководством проф. М. М. Скорика.
С 1992 года преподавала композицию в НМАУ имени П. И. Чайковского, Всеукраинского конкурса композиторов «Духовные псалмы третьего тысячелетия» в рамках хорового фестиваля «Златоверхий Киев» (2001).
В творчестве: симфоническая, камерно-инструментальная, вокально-инструментальная, а также хоровая музыка. Её произведения исполняются на Украине, в России, Польше, Канаде, Словакии, Словении, США, Швейцарии, Франции, Германии.
Член СКУ (с 1985 года), глава Киевской организации НСКУ (с 2010 годах).
Жена украинского альтиста Дмитрия Гаврильца.
Скончалась 27 февраля 2022 года.

## Награды
- Лауреат І Всеукраинского фестиваля популярной музыки «Червона рута» (Черновцы, 1989)
- Лауреат Международного конкурса композиторов имени Иванны и Марьяна Коць (Киев, 1995)
- Национальная премия Украины имени Тараса Шевченко (1999) — за музыкально-сценическое действо «Золотой камень посеем»
- Лауреат хорового конкурса «Духовные псалмы третьего тысячелетия» (2001)
- Лауреат премии «Киев» имени А. Веделя (2005)
- Орден Святого Равноапостольного князя Владимира (2005)
- Заслуженный деятель искусств Украины (2005)[2]
- Орден княгини Ольги III степени (2008)[5]
- Орден княгини Ольги II степени (2013)[6]